# Маджер (игрок в пляжный футбол)
Жуан Виктор Сараива (порт. João Victor Saraiva; род. 22 января 1977, Луанда), более известный как Маджер (порт. Madjer) — португальский игрок в пляжный футбол, форвард. Обладатель многочисленных премий в рамках чемпионатов мира по пляжному футболу за его голеадорские способности. Он взял прозвище Маджер в честь своего кумира — бывшего алжирского игрока в «большой» футбол Рабаха Маджера. Первый пляжный футболист, кому удалось забить 1 000 голов в карьере.

## Международная карьера
Маджер обладает экстраординарной гибкостью и отличным дриблингом, несмотря на его высокий рост (194 см). Кроме того, он часто завершает свои атаки акробатическими ударами, такими как удары в воздухе, удары головой и бисиклета.
На чемпионатах мира 2002, 2004, 2005, 2006 и 2008 годов Маджер побеждал в споре лучших бомбардиров турнира, а также признавался MVP EBSL в 1999, 2006, 2008, 2009 и 2010 годах.

## Статистика на чемпионатах мира[2]
| Турнир                             | Год   | Игры | Голы |
| ---------------------------------- | ----- | ---- | ---- |
| Чемпионат мира по пляжному футболу | 2001  | 5    | 6    |
| Чемпионат мира по пляжному футболу | 2002  | 5    | 9    |
| Чемпионат мира по пляжному футболу | 2003  | 5    | 10   |
| Чемпионат мира по пляжному футболу | 2004  | 5    | 12   |
| Чемпионат мира по пляжному футболу | 2005  | 5    | 12   |
| Чемпионат мира по пляжному футболу | 2006  | 6    | 21   |
| Чемпионат мира по пляжному футболу | 2007  | 4    | 8    |
| Чемпионат мира по пляжному футболу | 2008  | 6    | 13   |
| Чемпионат мира по пляжному футболу | 2009  | 5    | 13   |
| Чемпионат мира по пляжному футболу | 2011  | 6    | 12   |
| Чемпионат мира по пляжному футболу | 2013  | 6    | 7    |
| Чемпионат мира по пляжному футболу | 2015  | 6    | 8    |
| Чемпионат мира по пляжному футболу | 2017  | 4    | 0    |
| Всего                              | Всего | 62   | 124  |

## Достижения

### В клубах
Кавальери дель Маре
- Чемпион Италии: 2005

Спортинг
- Чемпион Португалии (2): 2010, 2016

Локомотив
- Чемпион России: 2011
- Кубок европейских чемпионов: 2013

Аланья
- Чемпион Турции: 2011

Аль-Ахли
- Чемпион ОАЭ (3): 2012, 2013, 2014
- Обладатель Кубка Президента ОАЭ: 2014
- Суперкубок ОАЭ: 2014

Бешикташ
- Чемпион Турции: 2013

### В сборной
- Чемпион мира (2): 2001, 2015
- Победитель Евролиги (5): 2002, 2007, 2008, 2010, 2015
- Обладатель Кубка Европы (6): 1998, 2001, 2002, 2003, 2004, 2006
- Победитель Мундиалито (4): 2003, 2008, 2009, 2012
- Обладатель Латинского кубка: 2000

### Индивидуальные
- Золотой мяч чемпионата мира (Лучший игрок) (2): 2005, 2006
- Серебряный мяч чемпионата мира (2): 2007, 2009
- Бронзовый мяч чемпионата мира: 2015
- Золотая бутса чемпионата мира (Лучший бомбардир) (3): 2005, 2006, 2008
- Серебряная бутса чемпионата мира (3): 2009, 2011, 2015
- Лучший игрок года (3): 2003, 2005, 2006
- MVP Европейской лиги (EBSL) (5): 1999, 2006, 2008, 2009, 2010
- Лучший бомбардир EBSL (6): 2001, 2003, 2004, 2006, 2008, 2009
- Обладатель премии «Fair Play» EBSL: 2005
- Лучший бомбардир EBSL Portuguese Event: 2007
- Лучший бомбардир EBSL French Event: 2007
- Лучший бомбардир EBSL Spanish Event: 2004
- Лучший бомбардир Кубка Европы (4): 2004, 2009, 2010, 2012
- Лучший бомбардир квалификации чемпионата мира: 2011
- Лучший игрок Мундиалито (6): 2005, 2007, 2008, 2009, 2010, 2012
- Лучший бомбардир Мундиалито (5): 2004, 2005, 2008, 2010, 2012
- Лучший игрок Латинского кубка (2): 1999, 2000
- Лучший бомбардир чемпионата Италии (2): 2008, 2009
- Лучший бомбардир Кубка Италии: 2008
- Лучший игрок чемпионата России: 2011
- Лучший игрок чемпионата Турции (2): 2012, 2013
- Лучший бомбардир чемпионата ОАЭ: 2012
- Лучший бомбардир Клубного Мундиалито: 2012

## Интересные факты
Маджер участвовал в жеребьёвке отборочного турнира к чемпионату мира по футболу 2018 года.